# Dusun Pengkolan
Dusun Pengkolan is een bestuurslaag in het regentschap Simalungun van de provincie Noord-Sumatra, Indonesië. Dusun Pengkolan telt 3757 inwoners (volkstelling 2010).